# Il codardo
Il codardo (The Bronze Bell) è un film muto del 1921 diretto da James W. Horne sotto la supervisione di Thomas H. Ince. La sceneggiatura si basa sul romanzo omonimo di Louis Joseph Vance pubblicato a New York nel 1909.

## Produzione
Il film fu prodotto dalla Thomas H. Ince Corporation.

## Distribuzione
Il copyright del film, richiesto dalla Thomas H. Ince Productions, fu registrato il 9 luglio 1921 con il numero LP16742. Distribuito dalla Paramount Pictures, il film uscì nelle sale cinematografiche degli Stati Uniti il 19 giugno 1921 con il titolo originale The Bronze Bell.